# 串鼻龍
串鼻龍（学名：Clematis grata）为毛茛科鐵線蓮屬下的一个種。
原產地：中國南部、印度及東南亞地區。
形態描述
莖：
攀緣莖（twining stem）全株被粗毛，老莖略木質化，長葉柄能捲繞其它物體，具有卷鬚作用。
葉：
葉對生，為三出複葉或二回三出複葉，小葉9枚，披針形，卵形或卵狀心形，掌狀分裂或疏粗鋸齒緣，先端銳，基部圓或心形，表面平滑，葉背有毛。
花：
呈聚繖花序（cyme），2腋生，花白色，單被花，花萼4枚，先端鈍，雌雄蕊均多數，無花瓣，雄蕊環列，雌蕊離生，花絲光滑或具短柔毛，花期為 3-4 月。
果：
瘦果，多數排列成頭狀聚合果，頂端具長柔毛，為宿存花柱所變成的，毛尾部呈羽狀。
其它描述：
串鼻龍學名為Clematis gouriana Roxb，Clematis是希臘語，為攀援植物之意，很多植物學家認為，這是藤本植物在漫長的演化中，所演變出來的獨門功夫，這樣的演進，使得藤本植物可以在最快的時間，取得吸收陽光的優勢，只要是照得到陽光，就能生存下去。在夏季的山區公路兩旁或山徑上，經常會看見樹木的樹冠、枝條上，攀附垂掛著串鼻龍，開了數量頗多的白色小花；更特別的是，它攀援的功夫，靠的是細長的蔓莖和細長又能捲曲的葉柄，而不是卷鬚。串鼻龍並沒有花瓣，4枚呈十字形開出的瓣片，其實是萼片。它還有一個明顯的特徵是，具有多數的雄蕊和雌蕊，因此，一朵花可以結好多個瘦果。花謝之後，花柱伸長並在果實上長出羽狀長毛，以便於飛行傳播。
主要分佈：
串鼻龍常見於中低海拔闊葉下，攀繞於其它植物；多分佈於中國南部，印度以及東南亞地區。臺灣境多見於楠西、玉井、南化、大內、東山、白河、龍崎、左鎮等鄉鎮。
藥用價值：
葉有解毒消炎功效。根、莖、葉，具有發表、利小便、去風濕、止痛的功效。治腫毒、創傷、皮膚病、毒蛇咬傷、風濕痛、淋病、關節炎、面部神經麻痹。
其它用途：
1. 園藝庭植用，主要觀賞花和果。
2.編成環狀物套牢牛鼻。以前農業社會，牛對農民是相當重要的，農民會在牛鼻孔上穿洞，再以木質化的莖蔓，編成環狀物套牢牛鼻；串鼻龍的蔓莖木質化後，堅韌而有彈性，正是農民最常使用的蔓藤，這也是串鼻龍名稱的由來。

## 扩展阅读
- 維基物種上的相關：串鼻龍

1. ↑  .   [2016-06-01].